# Neuroanatomi
Neuroanatomi är studiet av nervsystemets uppbyggnad och är därför både en del av anatomin och av neurovetenskapen.

## Uppbyggnad

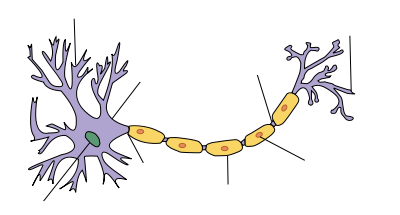
Nervcell

Nervsystemet är uppbyggt av två vävnader:
- Nervceller, som förmedlar signaler genom depolarisering och synaptiskt frigjorda signalsubstanser.
- Gliaceller, som är stödvävnad åt nervcellerna. Det finns ett flertal olika gliaceller med varierande funktion:
  - Astrocyter, stödjer endotelceller i blod-hjärn-barriären, upprätthåller den kemiska miljön kring nervcellerna.
  - Microglia, en form av makrofag som befinner sig i CNS. Utgör huvuddelen av centrala nervsystemets immunförsvar.
  - Ependymceller, en form av epitelcell som bildar cerebrospinalvätska.
  - Myelinbildande celler:
    - Oligodendrocyt, bildar myelin i centrala nervsystemet.
    - Schwannceller, bildar myelin i perifera nervsystemet.

## Organisation

Centrala nervsystemet (2) med hjärnan (1) och ryggmärgen (3)

Kroppens nervsystem är organiserat i fyra områden:
- Centrala nervsystemet är den del av nervsystemet som tar emot och integrerar signalering från det perifera nervsystemet, samt koordinera beteenden som svar på dessa intryck. Det består av hjärna och ryggmärg.
- Perifera nervsystemet är alla delar av nervsystemet som inte tillhör det centrala nervsystemet. Det har två undergrupper:
  - Autonoma nervsystemet, som står till största del utanför viljestyrd kontroll. Hit hör de sympatiska och parasympatiska nervsystemet, som bland annat är viktigt för att upprätthålla kroppens homeostas under olika förhållanden. Det utgörs av både efferenta samt afferenta nerver.
  - Somatiska nervsystemet, utgörs i princip enbart av efferenta nerver till viljestyrd skelettmuskulatur.